# Skaszewo
Skaszewo – wieś w Polsce położona w województwie kujawsko-pomorskim, w powiecie lipnowskim, w gminie Dobrzyń nad Wisłą.
Wieś królewska starostwa dobrzyńskiego położona była w końcu XVI wieku w powiecie dobrzyńskim ziemi dobrzyńskiej. W latach 1975–1998 miejscowość administracyjnie należała do województwa włocławskiego.